# Lorenzo Maitani

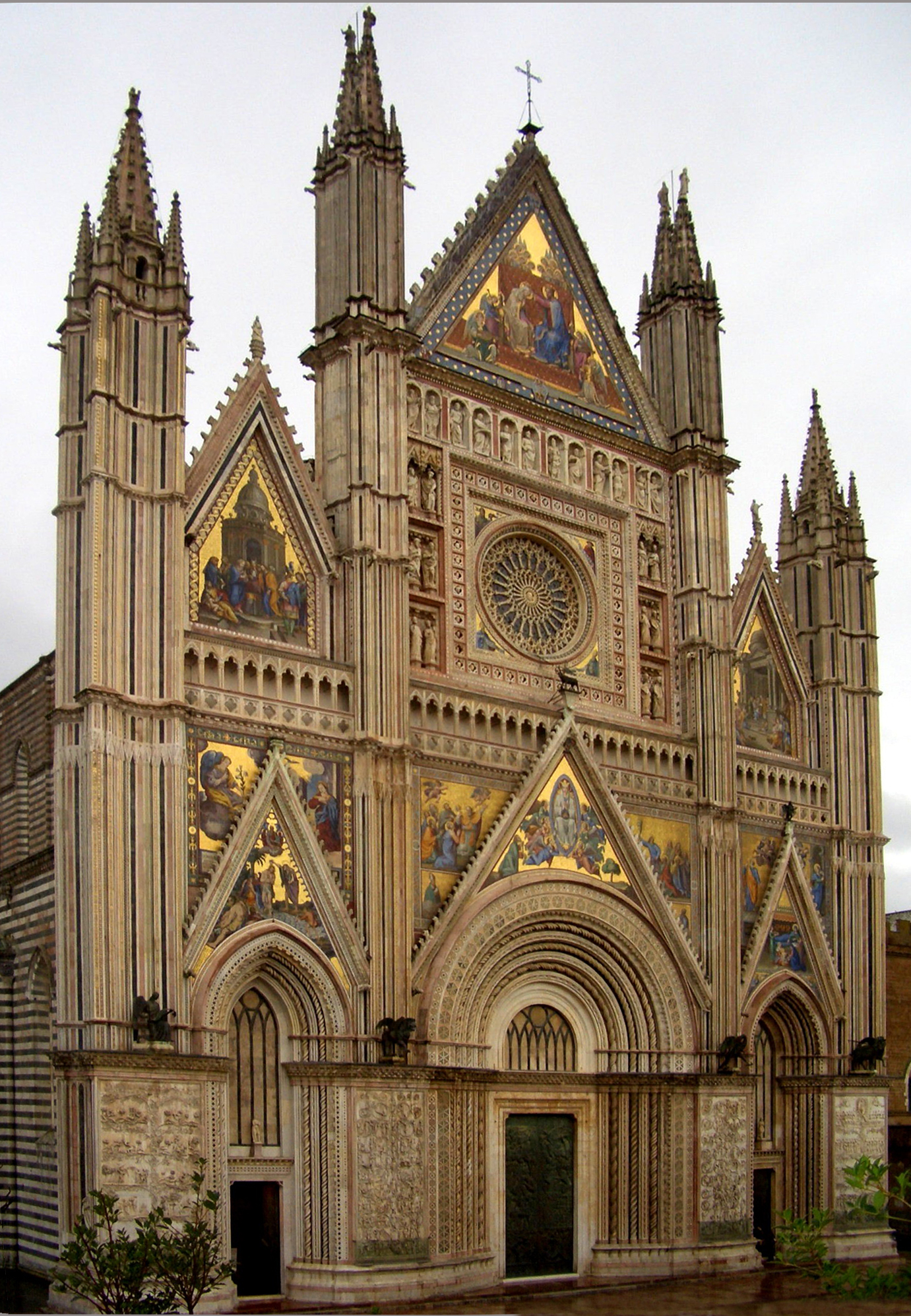
Dom von Orvieto

Lorenzo Maitani (* um 1275 in Siena; † 1330 in Orvieto) war ein Architekt und Bildhauer der italienischen Gotik.

## Leben und Wirken
Maitani war der Sohn des Bildhauers Vitale di Lorenzo (genannt Matano). Er war von 1310 bis zu seinem Tod als Baumeister am Dom von Orvieto, den Arnolfo di Cambio begonnen hatte tätig. Ihm wird der Entwurf und der 1310 begonnenen Westfassade zugeschrieben. Dieses aus weißem Marmor geschaffene Werk gilt als „eins der herrlichsten Werke gotischer Baukunst“. Er war vermutlich einer der bestbezahlten Meister seiner Zeit. In den Jahren 1317 und 1319–1321 war er als Experte mit der Reparatur der Aquädukte von Perugia beauftragt und weilte nicht in Orvieto. Weitere Werke waren der Entwurf für den Bau des Schlosses von Montefalco sowie die Restaurierung des Schlosses von Castiglione del Lago, beide in Perugia.